# Rotbraunes Ochsenauge

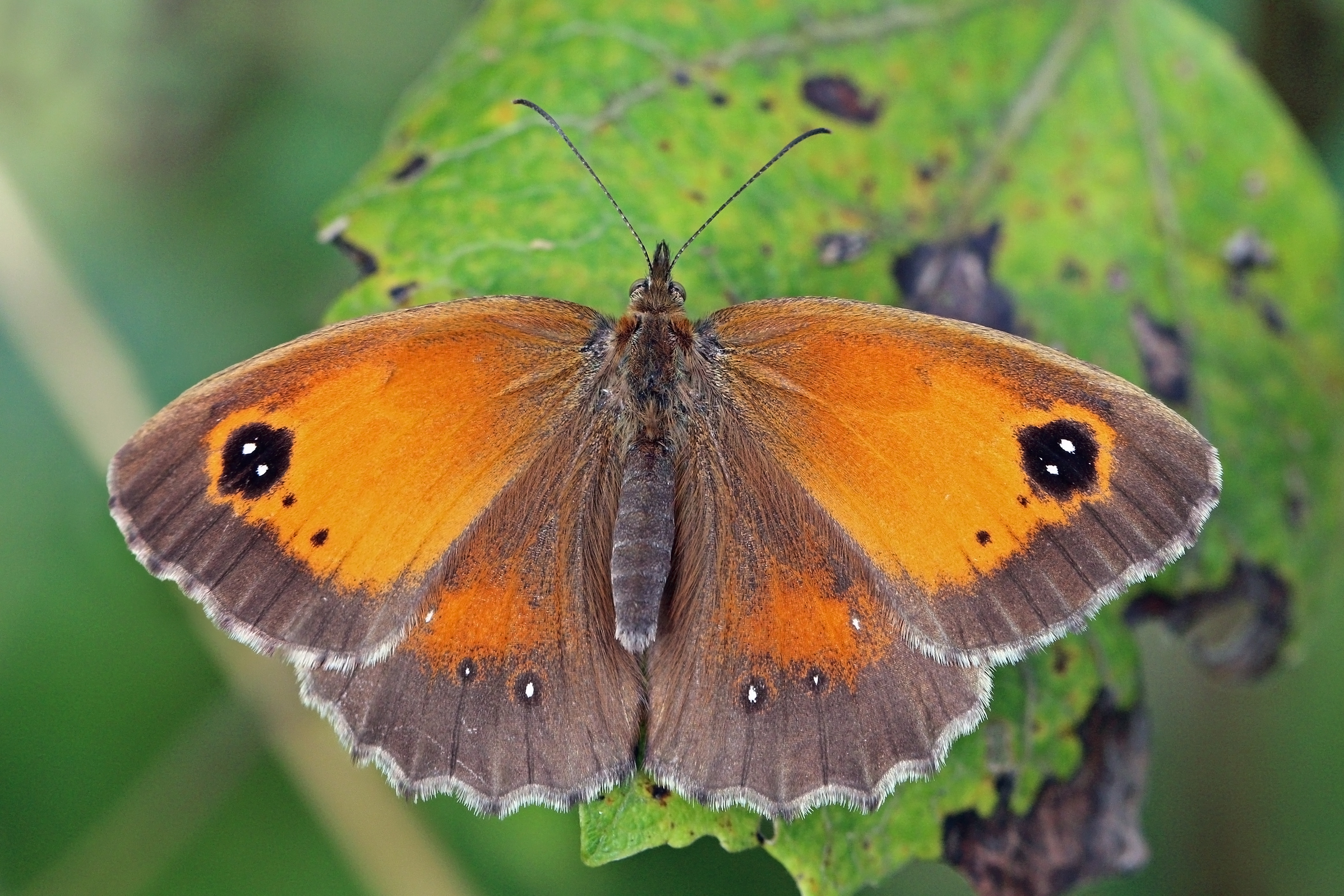
Weibchen

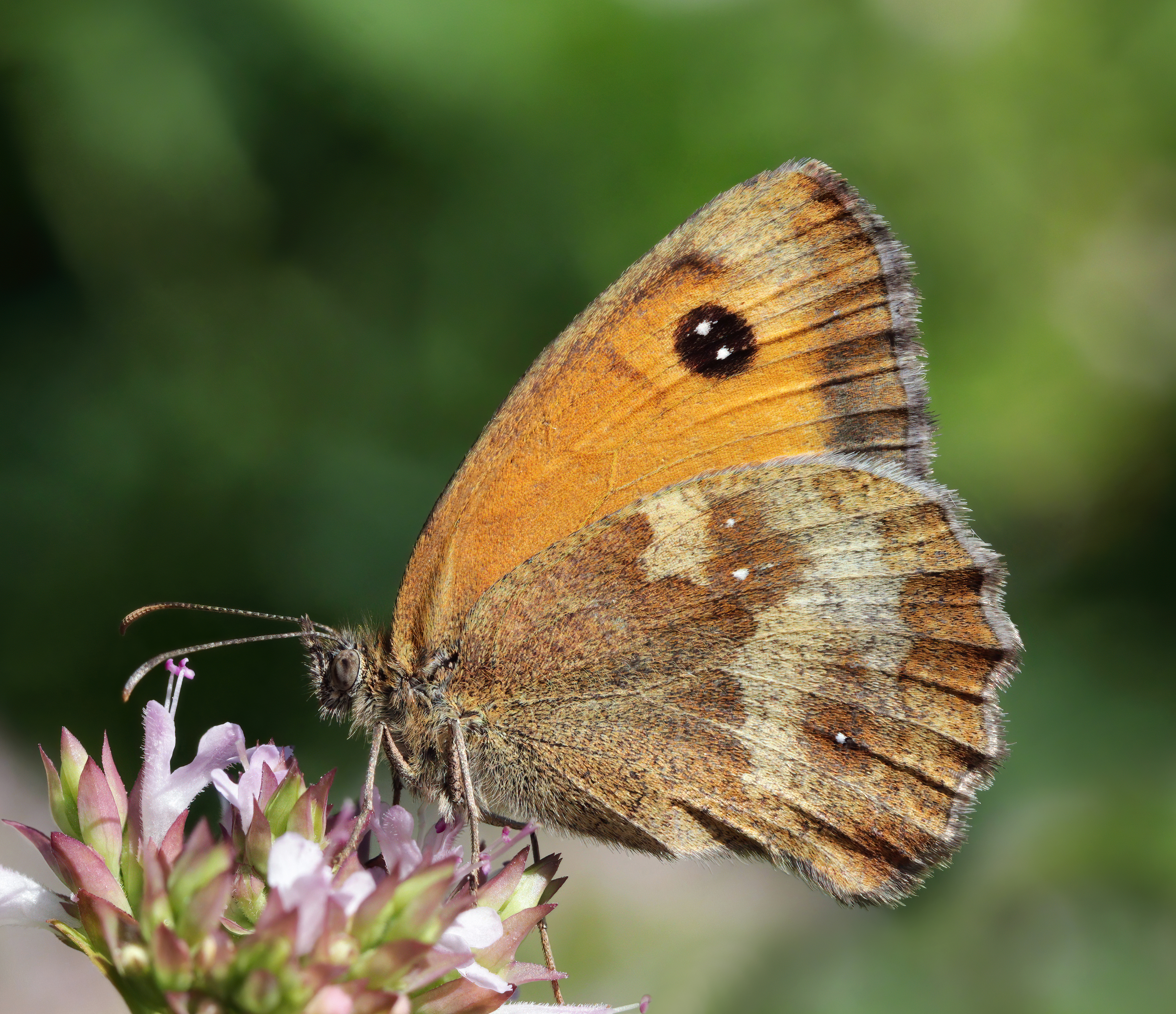
Flügelunterseite

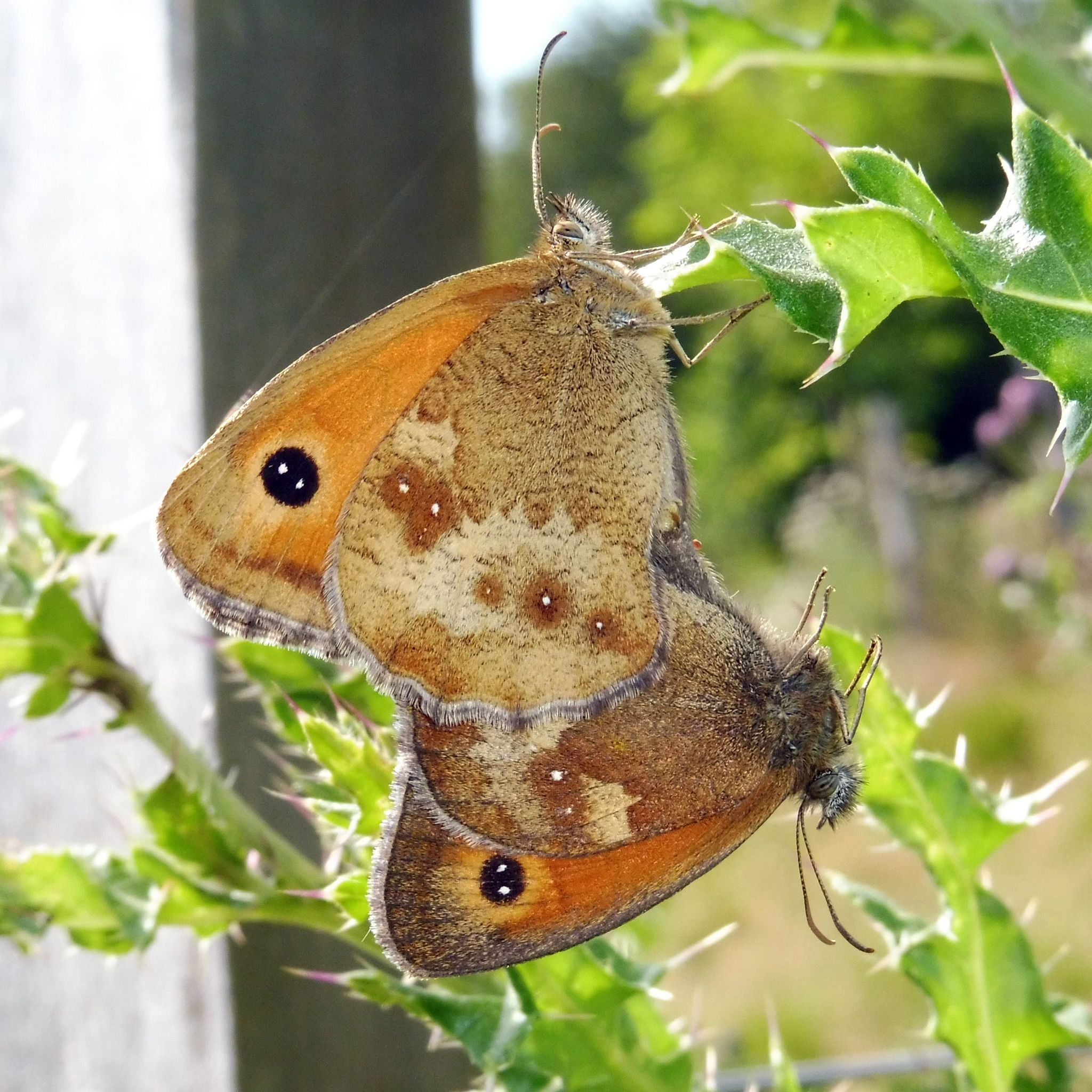
Rotbraunes Ochsenauge (Pyronia tithonus), Paarung

Das Rotbraune Ochsenauge (Pyronia tithonus), gelegentlich auch als Rostbraunes Ochsenauge, Braungerändertes Ochsenauge oder Gelbes Ochsenauge bezeichnet, ist ein Schmetterling aus der Familie der Edelfalter (Nymphalidae). Das Artepitheton leitet sich von Tithonus, dem Gemahl der Eos aus der griechischen Mythologie ab.

## Merkmale

### Falter
Die Falter erreichen eine Flügelspannweite von 34 bis 42 Millimetern. Männliche und weibliche Falter unterscheiden sich deutlich in ihrer Färbung, weisen also einen Sexualdichromatismus auf. Die Männchen haben eine rotbraune Grundfärbung; auf den Vorderflügeln ist vom Innenrand ausgehend ein dunkler Duftschuppenfleck zu erkennen; nahe der Flügelspitze befinden sich zwei ineinander fließende weiß zentrierte, schwarze Augenflecke. Die Weibchen haben eine etwas hellere Grundfärbung, die von rotbraun über gelbbraun bis zu ockerfarbig variieren kann; ihnen fehlt der dunkle Duftschuppenfleck und die Augenflecke sind etwas kleiner als bei den Männchen. Beide Geschlechter zeigen auf den Vorder- und Hinterflügel breite braune Randzonen. Die Unterseiten sind bei männlichen und weiblichen Faltern ähnlich gefärbt. Während die Unterseite der Vorderflügel großflächig hell rotbraun getönt ist und die Augenflecke der Vorderseite durchscheinen, zeigt die Unterseite der Hinterflügel eine leicht marmorierte, überwiegend graubraune Färbung mit einer gelblichen oder weißlichen Binde in der Postdiskalregion.

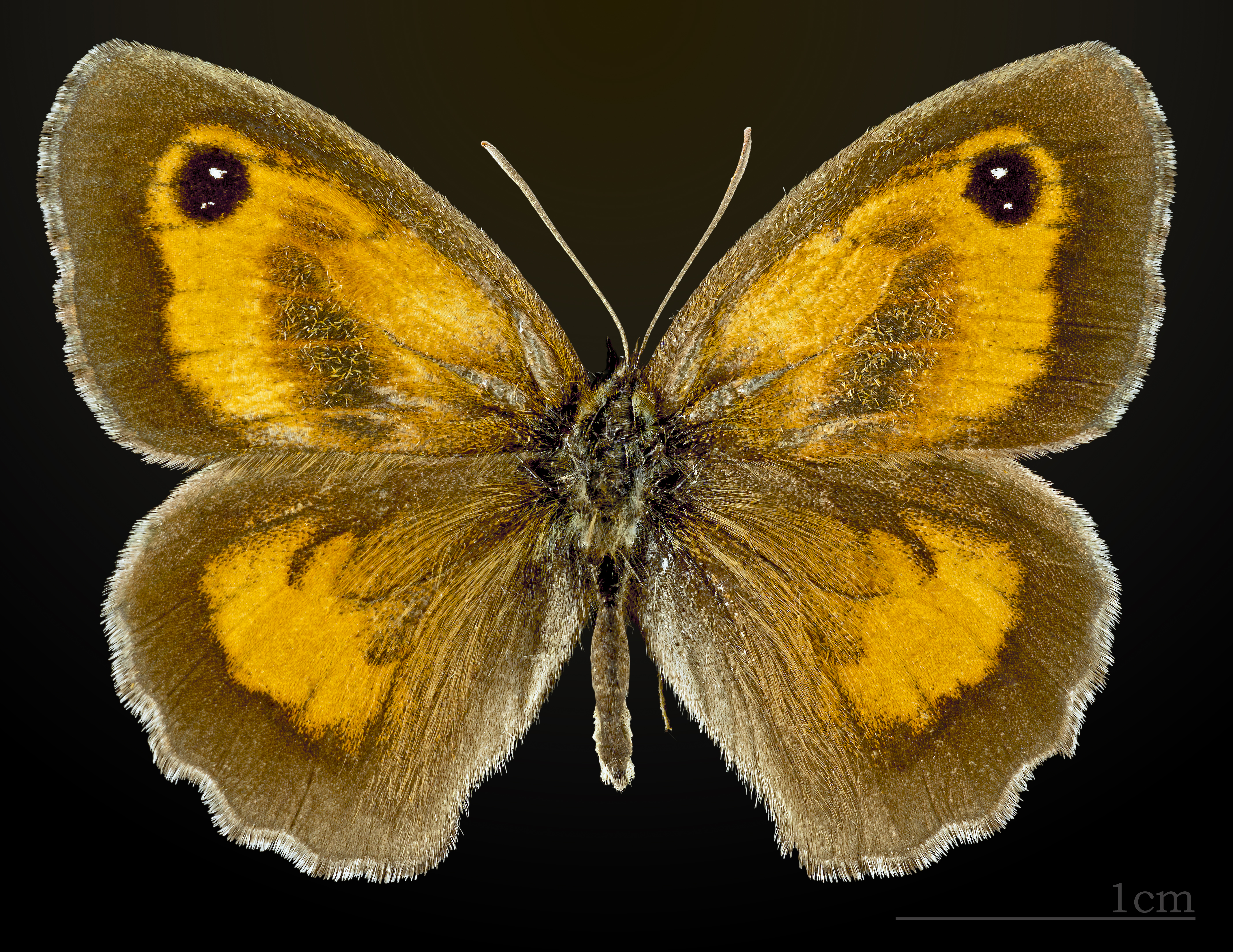
♂
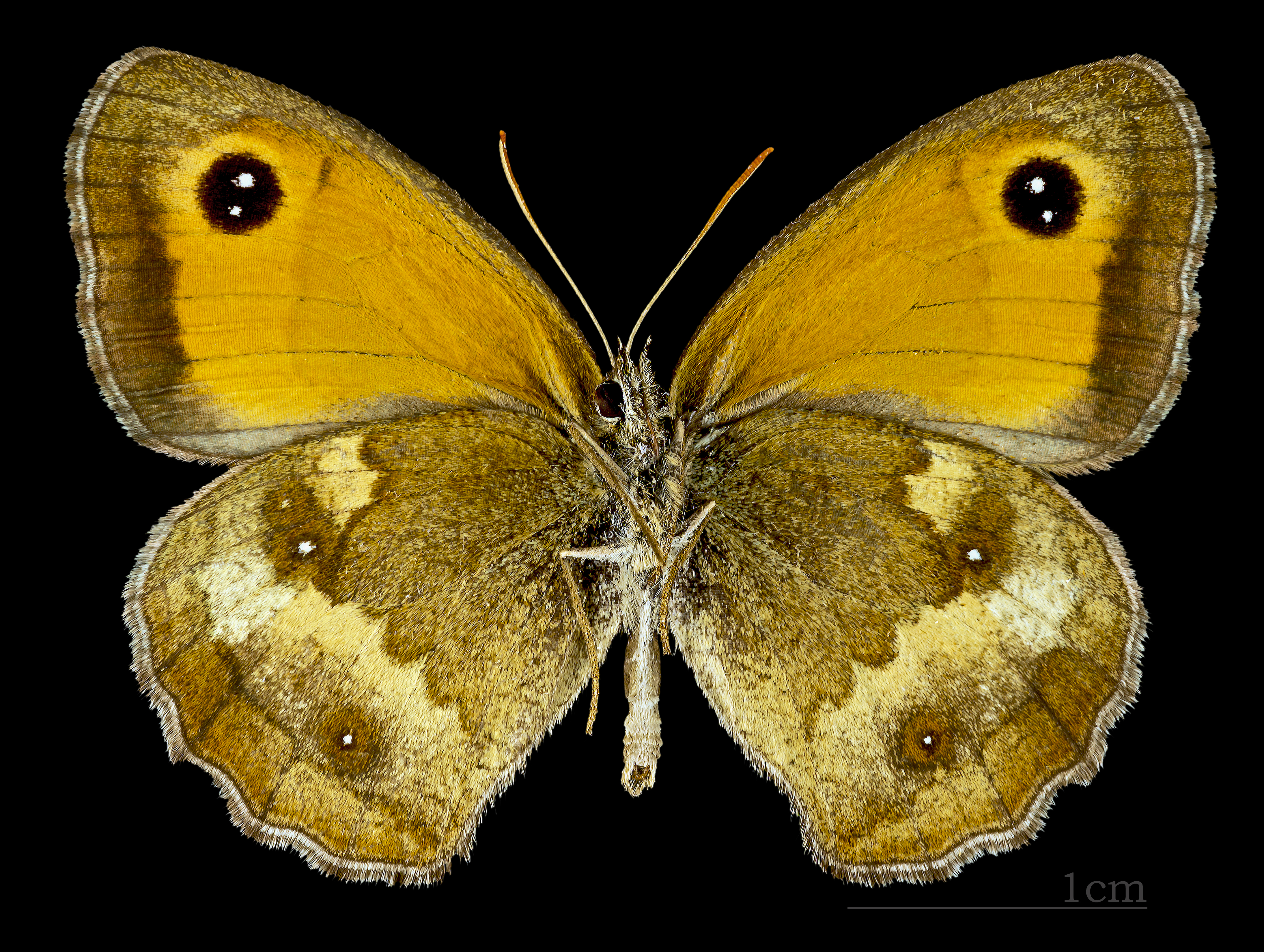
♂ △
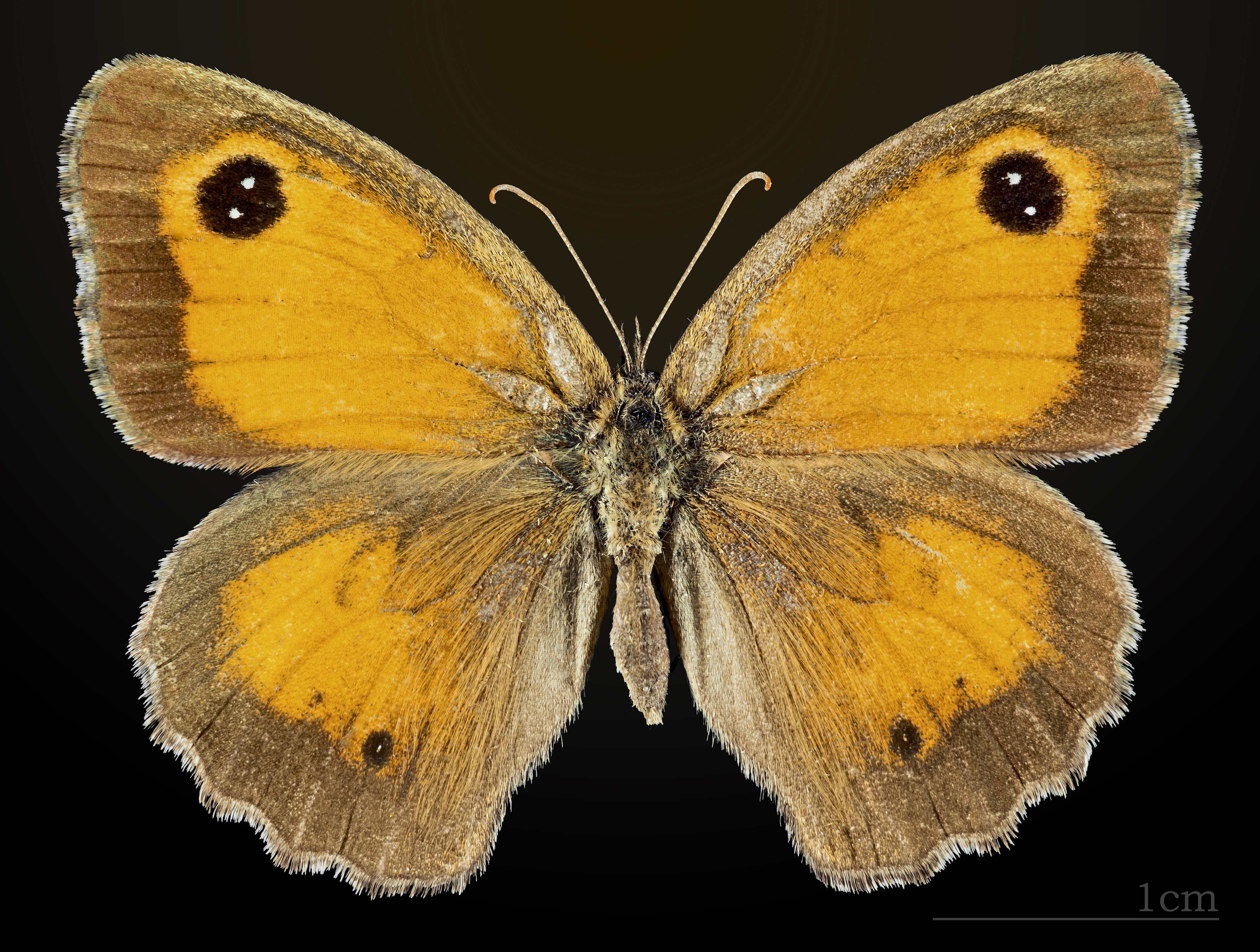
♀
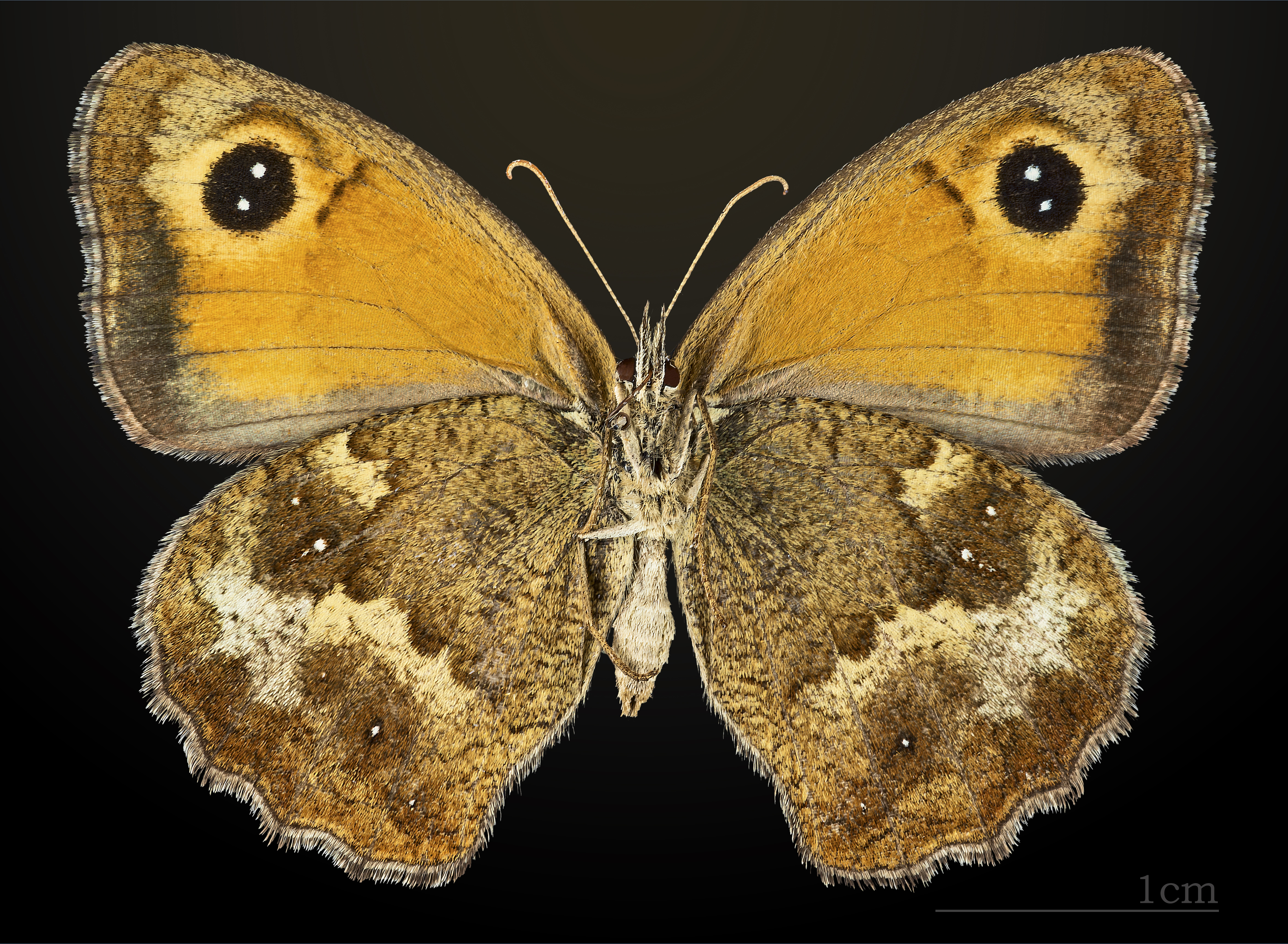
♀ △

### Raupe
Die Raupen sind bräunlich oder grünlich gefärbt. Sie haben eine dunkle Rückenlinie, helle Seitenlinien, einen gelblichen Streifen oberhalb der Füße und sind am ganzen Körper leicht behaart.

## Ähnliche Arten
In Südeuropa, Nordafrika und Kleinasien kommt das Südliche Ochsenauge (Pyronia cecilia) vor, das sich von P. tithonus durch den schwächer ausgebildeten Duftschuppenfleck bei den Männchen und eine insgesamt etwas blassere Färbung bei den Weibchen unterscheidet.

## Vorkommen
Das Rotbraune Ochsenauge kommt von der Iberischen Halbinsel durch Westeuropa bis zu den Britischen Inseln vor. Im Süden ist es in Mittelitalien sowie in Korsika und Sardinien zu finden. Weitere Verbreitungsgebiete sind die Länder der nördlichen Balkanregion bis zum Kaukasus.  Außerdem ist die Art in Marokko anzutreffen. Die Tiere bevorzugen Waldränder, Waldwege und Lichtungen, erscheinen aber auch auf Wiesen sowie in  Gärten.

## Lebensweise
Die Falter fliegen in einer Generation von Anfang Juni bis Anfang September. Sie besuchen zur Nektaraufnahme eine Vielzahl von Blüten, zu denen Acker-Kratzdistel (Cirsium arvense), Späte Goldrute (Solidago gigantea), Gewöhnlicher Dost (Origanum vulgare), Breitblättriger Thymian (Thymus pulegioides) und  Faulbaum (Rhamnus frangula) gehören. Die Weibchen werfen die Eier entweder über grasreicher Vegetation ab oder heften sie an Stängel. Futterpflanzen der Raupen sind verschiedene Gräser, wie beispielsweise Gewöhnlicher Rot-Schwingel (Festuca rubra), Deutsches Weidelgras (Lolium perenne) oder Rotes Straußgras (Agrostis capillaris). Die Raupen findet man ab September und nach der Überwinterung bis in den Mai. Die Verpuppung erfolgt in einer Stürzpuppe.

## Gefährdung
Das Rotbraune Ochsenauge ist vielen Regionen Deutschlands in unterschiedlicher Häufigkeit anzutreffen und wird auf der Roten Liste gefährdeter Arten in Kategorie 3 (gefährdet) eingestuft.